# Slizza
Lo Slizza (Gailitz in tedesco, Slize in friulano, Ziljica in sloveno) è un torrente che scorre in Italia e in Austria.
Nasce presso Sella Nevea e dopo aver percorso la val Rio del Lago giunge a Tarvisio e si ingrossa in quanto riceve alcuni affluenti. Riceve quindi il Rio di Fusine presso la frazione di Coccau ed a Thörl entra in Austria, dove bagna Arnoldstein e poi sfocia nella Gail che, a sua volta, sfocia nella Drava, che confluisce nel Danubio.